# Kemonozume
Kemonozume (ケモノヅメ, littéralement "Griffe de Bête") est une série anime écrite et réalisée par Masaaki Yuasa, animée par studio Madhouse (studio), et diffusée sur WOWOW du 5 août 2006 au 5 novembre 2006.

## Intrigue
Depuis les temps anciens, il a existé une race de monstres mangeurs de chair appelés shokujinki (食人鬼, littéralement "L'Ogre Mangeur d'Hommes") qui peut prendre une forme humaine ou, autrement, vit dans les ombres en se nourrissant d'humains. Le Kifūken (鬼封剣, littéralement "L'Épée Cacheteuse d'Ogre") l'école d'arts martiaux a été créée afin de traquer ces créatures et ses enseignements ont été transmis à travers les générations à la famille Momota. Toshihiko Momota, un bretteur expert, et fils du chef de l'organisation le Kifūken, de manière inattendue, tombe amoureux à première vue d'une belle fille appelée Yuka ; pourtant, la relation du couple est bien plus compliquée qu'il n'y paraît au premier coup d'œil, car Yuka est une shokujinki.